# Почтово-адресная система Японии
Почтово-адресная система Японии используется для идентификации местоположения объектов на местности, в частности в целях доставки корреспонденции. В Японии (в отличие от стран Запада) написание адреса объекта начинается с крупнейшей административной единицы, к которой он принадлежит и заканчивается наименьшей.

## Структура почтового адреса
Японская система адресов характеризуется тем, что написание адреса начинается с указания префектуры адресата. Обычно они обозначаются суффиксом кэн (県), например: 秋田 (Акита) + 県 (Кэн) = 秋田県 (Акитакэн) или 和歌山 (Вакаяма) + 県 (Кэн) = 和歌山県 (Вакаямакэн), всего в Японии насчитывается 43 «кэн» префектуры. Есть ещё четыре субнациональные единицы по статусу равные префектурам, но с иным самоназванием:
- 東京+都=東京都 (Токё-то) — столичная префектура Токио.
- 北海道 (Хоккаидо-) — губернаторство Хоккайдо.
- Две городских префектуры Осака и Киото, пишутся соответственно: 大阪府 (Осакафу) и 京都府 (Кётофу).

Далее указывается название населенного пункта с суффиксом -си (-市), если это город, или -ку (-区), если это специальный район Токио или район города. И уезд префектуры -гун (-郡), а затем -тё или -мати (-町) для небольших городов или -мура или -сон (村) для деревень и посёлков.
Далее существует две различных схемы:
1. Муниципалитет сперва делится на Мати и затем на районы (丁目 тёмэ). Например: 台東区[浅草四丁目] (Таито-ку, [Асакуса, 4-тёмэ])
2. Муниципалитет вначале делится на районы оадза (大字), которые в свою очередь могут подразделяться на адза (字), и далее на коадза (小字). Например: 青森市[大字滝沢字住吉] (Аомори-си, [оадза Такидзава, адза Сумиёси])

Однако стоит напомнить, что грань между стилями весьма расплывчата и существует большое количество исключений.
Ниже этого уровня опять возможны два различных стиля наименования:
1. В более новой системе дзюко хёдзи (住居表示), введённой в действие Законом от 10 мая XXXVII года Сёва (1962) № 119 «Об указании адреса проживания»[1] и используемой на большей части территории страны, следующим уровнем является квартал (街区 гайку), за которым всегда следует номер дома (番号 банго). Здание № 10 в квартале № 5, получит следующий адрес 5番10号 (5-бан 10-го). Для многоквартирных домов, добавляется ещё и номер квартиры (部屋番号 хэйя банго), в этом случае номер дома и квартиры разделяется тире, так что квартира № 103 в вышеупомянутом доме будет иметь адрес 5番10-103号.
2. В более старой системе тибан (地番), всё ещё используемой в сельской местности и некоторых старых городах, следующим уровнем является номер землевладения (番地 банти), за которым может следовать номер конкретного участка в землевладении (формально 支号 сиго, но чаще 枝版 эдабан). Может записываться как: 3番地5 (3-банти 5), 3番地の5 (3-банти-но 5)или 3番5 (3-бан 5). Земля, не внесённая в регистр, называется мубанти (無番地, букв. «земля без присвоенных номеров»).

Так как в обеих системах элементы адреса являются по сути числами, то обычно они так и записываются, при этом числа разделяются тире или の (но), в результате получаем например Асакуса 4-5-10 или Асакуса 4の5の10. Это делает две системы неразличимыми на письме. Номер квартиры также может добавляться, получаем 4-5-10-103.
Наименование улиц в Японии практически не используется.
Вдобавок к самому адресу, все почтовые отделения имеют почтовые коды вида 〒123-4567.

## Примеры
Стандартный рабочий адрес в Японии выглядит следующим образом:
| Иероглифами | Альтернативное написание                                                                                   | Латинскими буквами |
| --- | --- | --- |
| 〒弐壱壱－八五八八 神奈川県川崎市中原区上小田中 四丁目一番一号 株式会社富士通研究所 ネットワークシステム研究所 田中 太郎 様 | 〒211-8588 神奈川県川崎市中原区上小田中４-１-１ 株式会社富士通研究所 ネットワークシステム研究所 田中太郎様 | Mr. Taro Tanaka Fujitsu Limited Optical Network Systems Development 4-1-1 Kamikodanaka Nakahara-ku Kawasaki-shi Kanagawa-ken 211-8588 JAPAN |
| Пояснение: Канагава — префектура, Кавасаки — город, Накахара — городской район, Камикоданака — мати, 4 — номер тёмэ (района), 1 — номер квартала, 1 — номер дома. Далее следует название компании, затем название отдела и имя адресата с уважительным суффиксом -сама (～様). | | |

Адрес токийского почтамта выглядит так:
| Иероглифами | Альтернативное написание                               | Латинскими буквами                                                          |
| --- | ------------------------------------------------------ | --------------------------------------------------------------------------- |
| 〒壱〇〇－〇〇〇五 東京都千代田区丸の内 二丁目七番二号 東京中央郵便局                                                                                 | 〒100-0005 東京都千代田区丸の内２-７-２ 東京中央郵便局 | Tokyo Central Post Office 2-7-2 Marunouchi Chiyoda-ku, TOKYO 100-0005 JAPAN |
| Пояснение: Токио — префектура, Тиёда-ку — один из специальных районов, Маруноути — мати, 2 — номер тёмэ (района), 7 — номер квартала, 2 — номер дома. |                                                        |                                                                             |